# Plage de Palmachim
La plage de Palmahim est une plage située en Israël, dans la plaine côtière du Sud, au sud de Rishon Letsion et de Sorek, près du Kibboutz Palmachim. 
La zone côtière a été déclarée Parc national.

## Le parc national de Palmachim
Le parc national de Palmachim (ou les dunes de Palmachim) s’étend de l'embouchure de la Nahal sorek jusqu'au kibboutz de Palmachim, sur une surface de 221 hectares et appartient au Conseil régional Gan Rave. La plage a une longueur de 8,8 km, et comprend des habitats qui sont uniques : végétation et animaux de toutes sortes et zone de ponte de tortues de mer.
La plage de Palmahim est une des dernières plages naturelles conservées au centre du pays et dans une partie de la région des dunes de la cote sud. La plage attire les baigneurs et des visiteurs de toute la région pendant toutes les saisons de l'année. Elle est formée surtout de sable, riche en coquilles et surmontée par des falaises de calcaire. Dans la partie nord se trouvent des grottes creusées dans des roches de kurkar. Au sud de la plage, on peut trouver les ruines d'une ville portuaire antique Yavne-Yam (en), de l'Âge du Bronze (milieu du IIe millénaire av. J.-C.) au Moyen Âge. Des grottes funéraires ont aussi été repérées.
Parmi les plantes endémiques du parc, on trouve l'Onagraceae, l'Artemisia monosperma, le Retama raetam, et sur les dunes, le Saccharum Égyptien et Roseau commun. Un certain nombre de sites de ponte de tortues ont été trouvés sur la réserve, et des oiseaux d'eau comme la Foulque macroule et le Canard colvert s'y trouvent en hiver. On observe également dans la région, des sangliers, des renards et des chacals.
C'est la seule plage ouverte au public entre Rishon LeZion et Ashdod.
On peut observer sur la côte trois falaises de kurkar (typique de l'ensemble de la plaine côtière d'Israël), du nord au sud. Entre les falaises de kurkar crêtes, on peut remarquer des dunes.
La falaise occidentale crée au contact de la mer de l'eau une côte de falaises et de criques, qui ont servi de ports dans l'antiquité.
Le 13 septembre 2022, une grotte funéraire qui daterait de 3300 ans, époque où le pharaon Ramsès II règnait sur Canaan est découverte sur la plage de Palmachim.

## Galerie

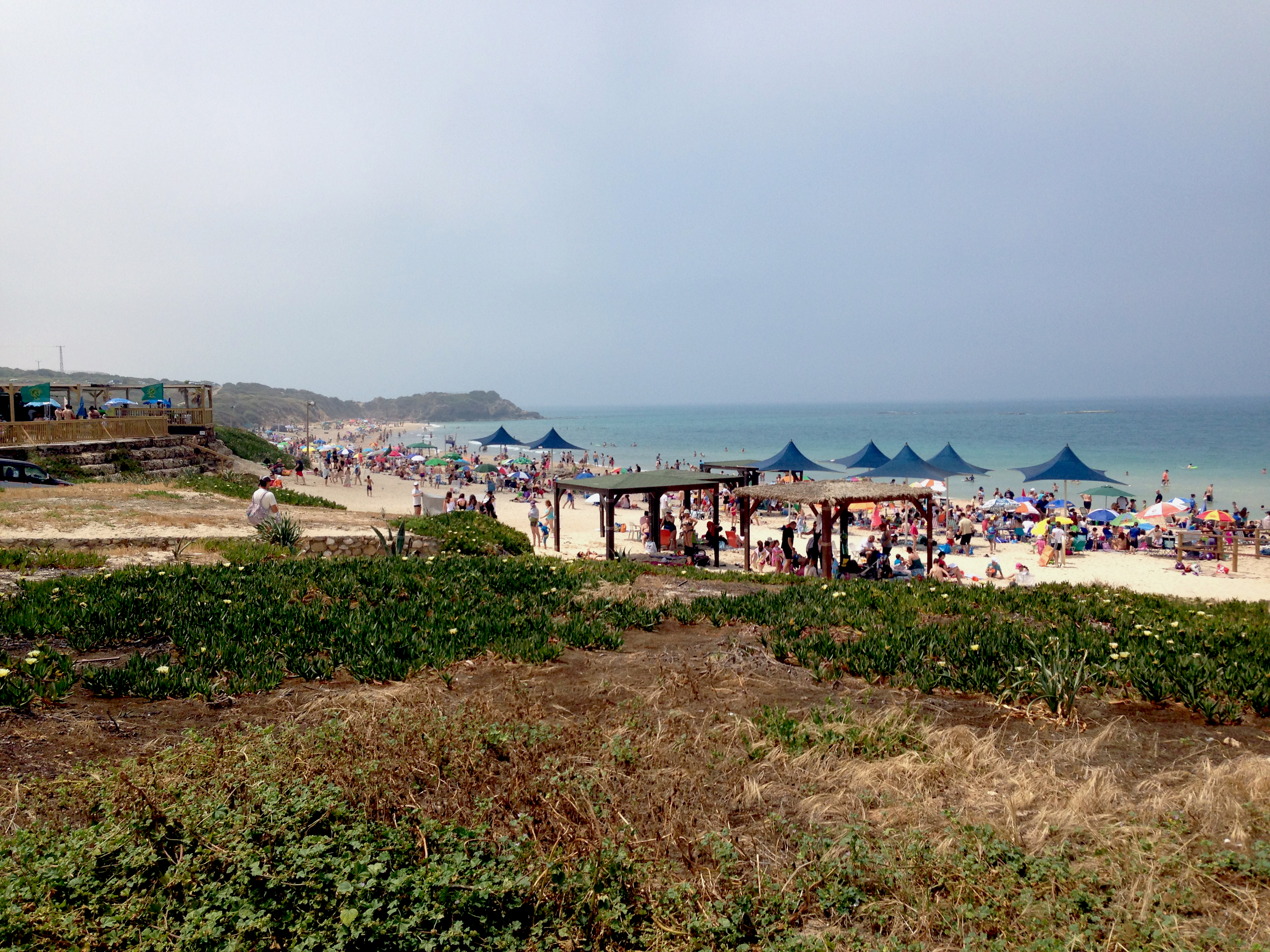
Palmahim plage
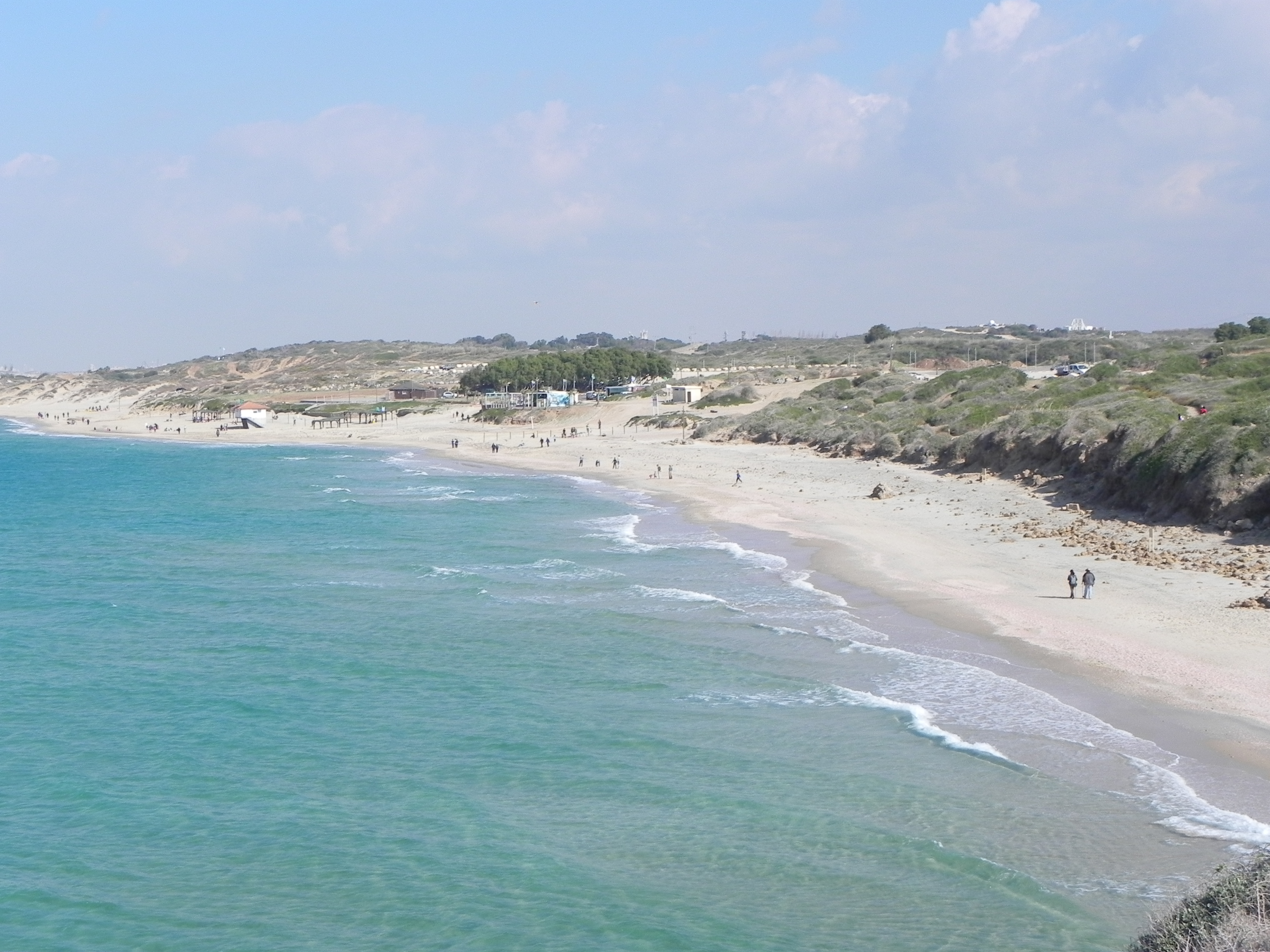
Palmahim plage
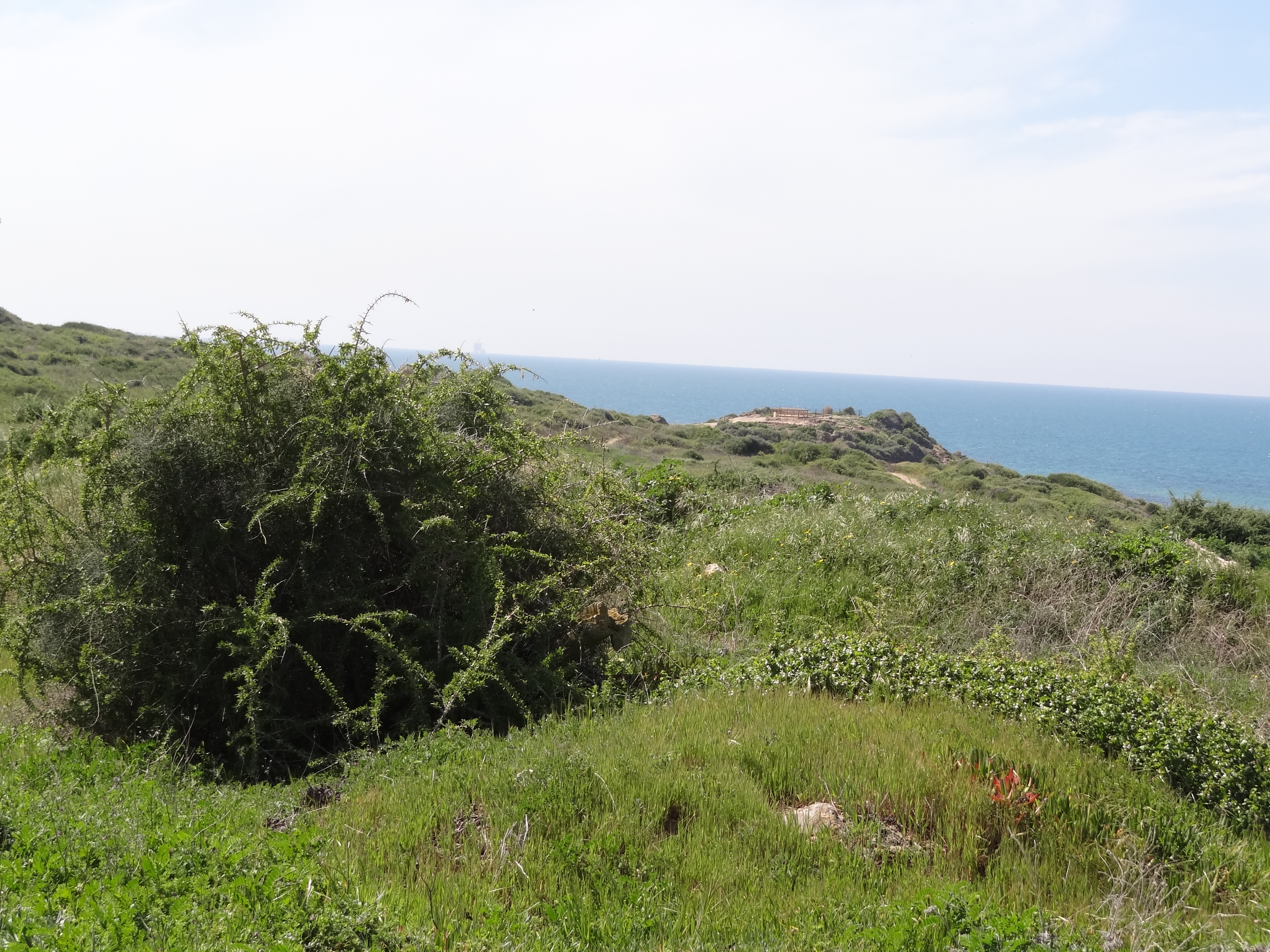
La végétation le long de la côte. Sur l'horizon, Tel yavneh Yam
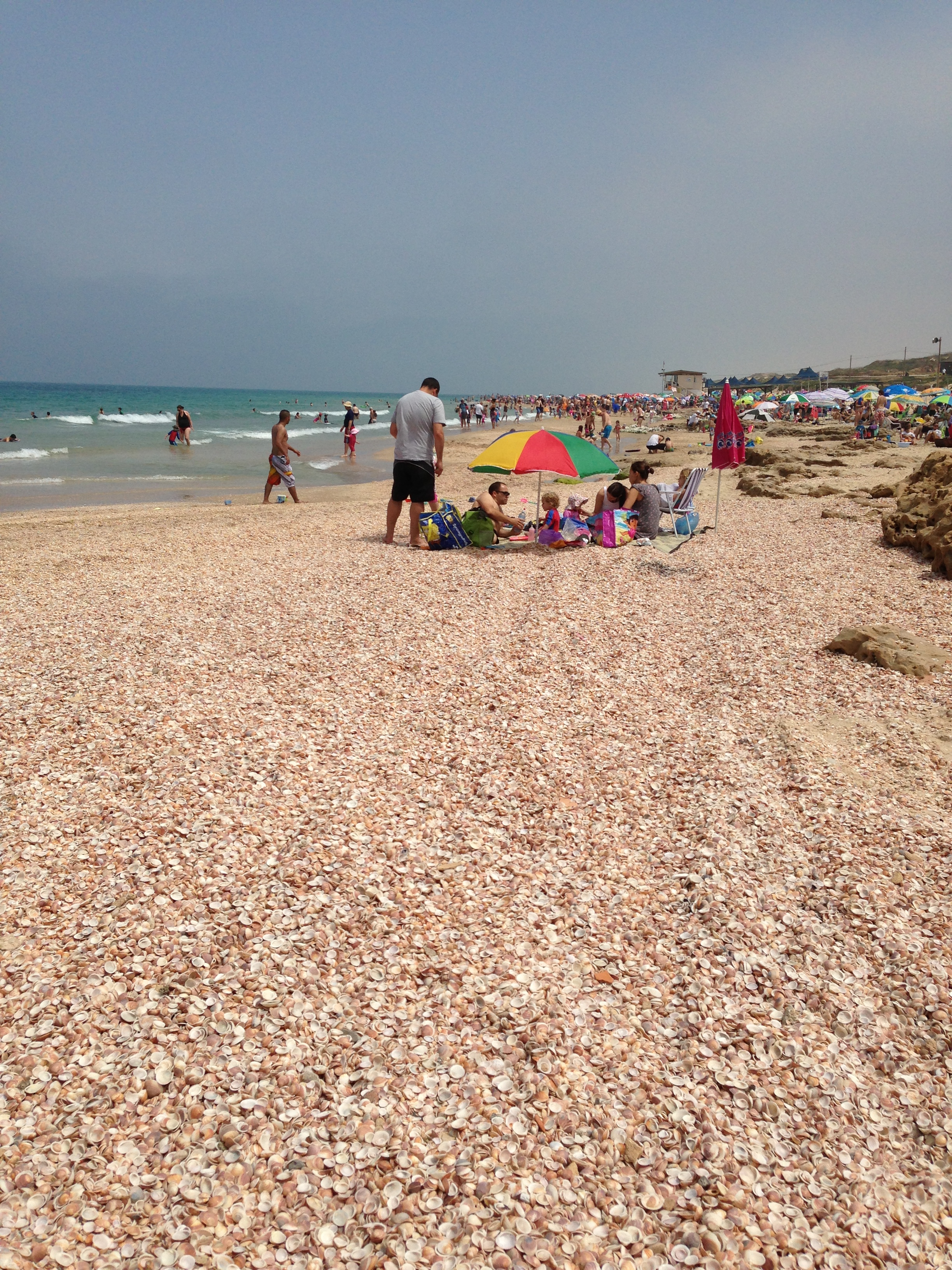
Palmahim plage
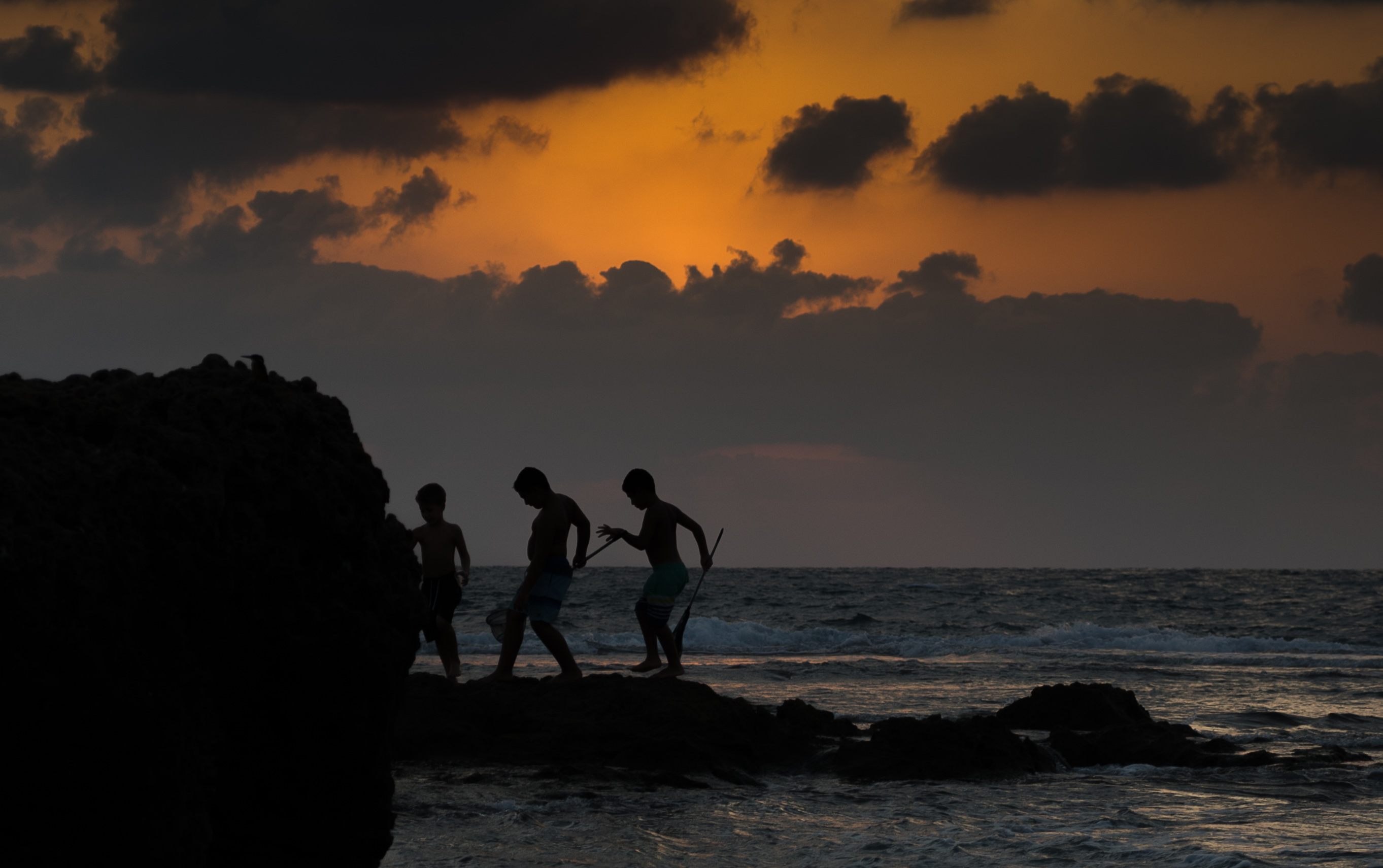